# Mindaugas Lukošius
Mindaugas Lukošius (* 19. März 1959) ist ein litauischer Basketballtrainer.

## Laufbahn
Der aus Kaunas stammende Lukošius begann im Alter von sechs Jahren mit dem Basketballsport.
Er war in seinem Heimatland als Jugendtrainer bei Žalgiris Kaunas tätig, bei den Erstligisten  Atletas Kaunas (1994/95),  Olimpas Plungė (1995/96) und Žemaitijos Lokiai (1996/97) arbeitete er als Co-Trainer. Anschließend hatte er eine Stelle als Direktor der Spielprogramme bei der nationalen Behörde Department für Körperkultur und Sport bei der Regierung der Republik Litauen inne.
Anfang Dezember 2001 trat er das Cheftraineramt beim deutschen Bundesligisten s. Oliver Würzburg an. Unter Lukošius’ Leitung schloss die Mannschaft die Bundesliga-Saison 2001/02 auf dem neunten Tabellenrang ab. Danach kam es zur Trennung, da nach Einschätzung des Vereins „die harte litauische Art“ Lukošius’ nicht die erhofften Erfolge erbracht hatte.
Er arbeitete in der Folge wieder in seinem Heimatland, war bis 2005 Trainer an einer Basketballschule sowie teils gleichzeitig für den litauischen Verband tätig, in dessen Auftrag er Junioren-Nationalmannschaften trainierte. 2005 gewann Litauens U20-Nationalmannschaft unter Lukošius die Silbermedaille bei der Europameisterschaft. 2007 führte er die litauische Studentenauswahl zur Goldmedaille bei der Universiade in Bangkok.
Auf Vereinsebene trainierte der Litauer ab 2006 die Mannschaft Al Qadsia in Kuwait. 2007 und 2008 wurde er mit der Mannschaft Landesmeister, 2006 des Weiteren Meister der Golf-Region. Er blieb bis 2008 im Amt. Hernach war er 2008/09 Trainer der Mannschaft Blue Stars im Libanon. In der Saison 2009/10 gehörte er als Assistenztrainer zum Stab von Unics Kasan in Russland.
Im Oktober 2010 übernahm er das Cheftraineramt bei Kauno Kaunas in seinem Heimatland. Ende Dezember 2012 wurde er in Litauen Trainer von Pieno Žvaigždės Pasvalys. Er war 2013 Nationaltrainer Bahrains und erreichte mit der Auswahl das Endspiel der Meisterschaft der Golf-Anrainerstaaten. In der Saison 2013/14 betreute er Alytaus Dzukija in Litauen.
In der Endphase der Saison 2014/15 kehrte er als Trainer zu Al Qadisa nach Kuwait zurück und gewann mit der Mannschaft den Pokalwettbewerb des Landes. In der Saison 2017/18 arbeitete Lukošius als Trainer von Al Jahraa (Kuwait), mit der Mannschaft errang er ebenfalls den Sieg im Pokalwettbewerb. In der Saison 2019/20 war er zeitweise als Trainer bei Al Manama (Bahrain) beschäftigt, im Sommer 2020 ging der Litauer abermals zu Al Qadisa nach Kuwait zurück.
Ab April 2022 war er wieder Cheftrainer der Nationalmannschaft Bahrains und übte das Amt im Jahr 2022 aus. Lukošius wurde Trainer der litauischen Studentennationalmannschaft (unter anderem bei der Sommeruniversiade 2025).
Sein Sohn Simonas Lukosius schlug ebenfalls eine Laufbahn im leistungsbezogenen Basketball ein.